# Tóth Zoltán (labdarúgó, 1985)
Tóth Zoltán (Szentes, 1985. augusztus 15. –) magyar labdarúgó, jelenleg a Szolnoki MÁV FC kapusa. Azelőtt a Vasasban védett élvonalbeli mérkőzéseken is. Érdekesség, hogy babonából mindig ugyanúgy közelíti meg a kaput, majd ugyanazt a mozdulatsort végzi el minden meccs előtt. A KTE első élvonalbeli szezonjában 3 mérkőzésen lépett pályára. 2009-től 1 évig a Békéscsaba 1912 Előre-nél töltött egy évet kölcsönben.